# Herb powiatu drawskiego
Herb powiatu drawskiego – jeden z symboli powiatu drawskiego, autorstwa Jerzego Jana Nałęcza, ustanowiony 19 maja 2000.

## Wygląd i symbolika
Herb przedstawia na tarczy dwudzielnej w słup, w polu prawym czerwonym pół orła białego ze złotym dziobem i szponami, w polu lewym srebrnym pół orła czerwonego ze złotą przepaską na skrzydłach, złotym dziobem i szponami, u podstawy tarczy błękitna rzeka. Orzeł srebrny to symbol piastów wielkopolskich, orzeł czerwony nawiązuje do godła herbowego margrabiów brandenburskich, natomiast błękitna wstęga oznacza rzekę przepływającą przez terytorium powiatu - Drawę.